# Dodenau
Dodenau is een plaats in de Duitse gemeente Battenberg (Eder), deelstaat Hessen, en telt 1450 inwoners (2007).